# Armando León Bejarano
Armando León Bejarano Valadez (11 de abril de 1916-6 de julio de 2016) fue un médico y político mexicano, miembro del Partido Revolucionario Institucional (PRI). Fue Gobernador del Estado de Morelos de 1976 a 1982.
Nació en Cuautla, Morelos, el 11 de abril de 1916, sus padres fueron Jesús Bejarano Nuñez y Carmen Marcia Valadez Lizarraga. Fue el más joven de sus hermanos. El Dr. Bajarano estudió en la Facultad de Medicina de la Universidad Autónoma Nacional de México (UNAM) de 1933 a 1938 y recibió su título de médico cirujano y partero el 18 de julio de 1939. Posteriormente se especializó en ortopedia y traumatología.
Fue el director médico de la Villa Olímpica durante las olimpiadas de verano de 1968 en la Ciudad de México.
El exgobernador fue nombrado candidato del PRI para Gobernador de Morelos. Su candidatura causó polémica, porque Bejarano no tenía experiencia política en Morelos. La amistad de Bejarano y sus conexiones con el entonces Presidente de México José López Portillo le permitió saltar de la Oficina de Alimentario y Bebidas en la Secretaría de Salud a candidatura para gobernador del Estado de Morelos sin oposición. Bejarano, el candidato del PRI, fue elegido Gobernador del Estado de Morelos y ocupó ese cargo de mayo de 1976 hasta que 1982.
Armando León Bejarano murió en su casa en Cuernavaca, Morelos, el 6 de julio de 2016, en la edad de 100 años, a causa de un paro cardio respiratorio.